# Zbór Kościoła Zielonoświątkowego w Obornikach
Zbór Kościoła Zielonoświątkowego w Obornikach – zbór Kościoła Zielonoświątkowego w RP znajdujący się w Obornikach, przy ulicy Zamkowej 6
Nabożeństwa odbywają się w niedzielę o godzinie 10:00. 